# Jarcewo (rejon totiemski)
Jarcewo (ros. Ярцево) – wieś w Rosji, w rejonie totiemskim obwodu wołogodzkiego. W 2010 r. liczyła 8 mieszkańców.